# Metidiocerus crassipes
Metidiocerus crassipes är en insektsart som först beskrevs av Sahlberg 1871.  Metidiocerus crassipes ingår i släktet Metidiocerus, och familjen dvärgstritar. Enligt den finländska rödlistan är arten otillräckligt studerad i Finland. Arten är reproducerande i Sverige. Artens livsmiljö är åsmoskogar.